# Alpha-Prozessor
Der Alpha-Prozessor war ein Mikroprozessor, der von dem ehemaligen US-Computerunternehmen DEC entwickelt und 1992 unter der Bezeichnung „Alpha AXP“ auf den Markt gebracht wurde. Er war ein 64-Bit-RISC-Prozessor, der von Grund auf neu entwickelt wurde. Weil nicht auf Kompatibilität zu Vorgängerserien geachtet werden musste, konnten einige damals als sehr fortschrittlich geltende Techniken wie Superskalarität ohne Kompromisse umgesetzt werden. Der Alpha-Prozessor galt in der Folge bei seinem Erscheinen und noch einige Jahre danach als einer der leistungsfähigsten und fortschrittlichsten Prozessoren auf dem Markt. Er erlangte im Bereich der professionellen Server und Hochleistungs-Computer eine gewisse Verbreitung, im PC-Bereich konnte er sich dagegen nicht ansatzweise gegen die marktdominierende, aber weniger leistungsfähige Intel-Architektur durchsetzen und blieb ein seltenes Nischenprodukt.
Die Weiterentwicklung der Alpha-Prozessoren wurde 2004 nach dem Modell EV7z eingestellt. Das Unternehmen DEC existierte zu diesem Zeitpunkt bereits nicht mehr, da es schon 1998 von dem PC-Hersteller Compaq, und Compaq wiederum 2002 durch Hewlett-Packard gekauft worden war. Viele Ingenieure des abgebrochenen Alpha-EV8-Entwicklungsprojekts arbeiteten danach bei Intel an der Entwicklung des Hochleistungsprozessors Intel Itanium 2-9300, der zusammen mit HP entwickelt wurde. Die Auslieferung von neuen Servern mit Alpha-Prozessoren durch HP endete im Jahr 2007. Das Unternehmen hat mittlerweile praktisch alle Alpha-Systeme seiner Kunden auf Intel Itanium migriert.

## Geschichte und Verbreitung

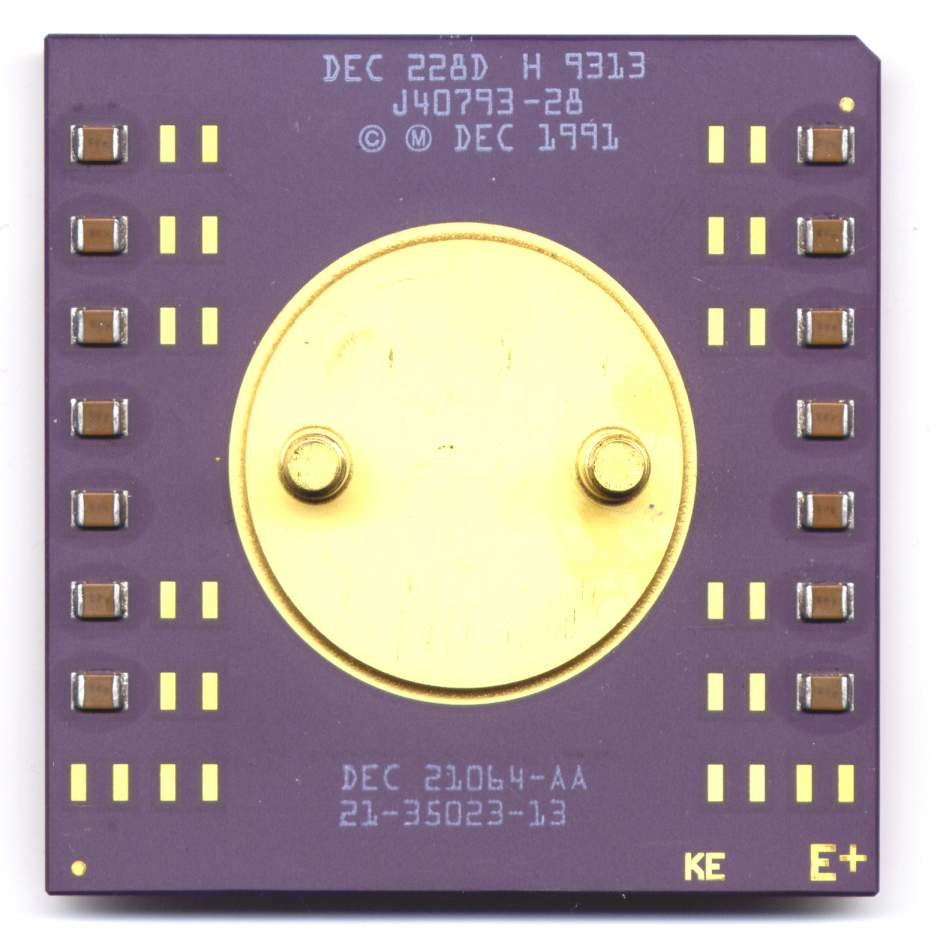
DEC Alpha AXP 21064 CPU

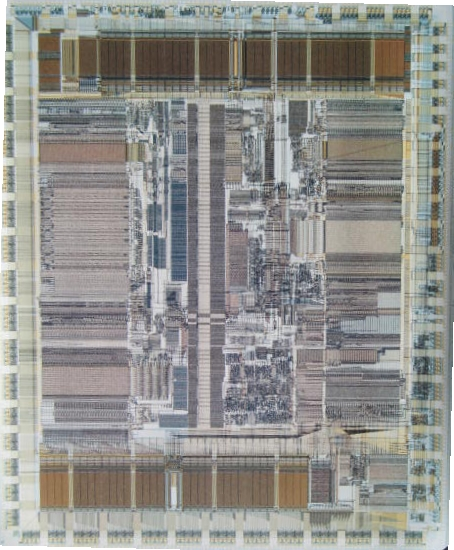
Die einer DEC Alpha AXP 21064 CPU

Konzipiert wurde der Alpha für die Betriebssysteme OpenVMS, OSF/1 (heute Tru64 UNIX) und Windows NT. Die Unterstützung durch Open-Source-Betriebssysteme ist stark rückläufig. Zu den verbliebenen Betriebssystem zählen Gentoo Linux, OpenBSD und NetBSD.
Bei seiner Vorstellung 1992 nahm DEC an, dass dieser Prozessor technisch in den nächsten 25 Jahren führend sein werde. Gleichzeitig wurde eine Roadmap bezüglich der Steigerung der Taktraten vorgestellt, bei der von einem 1 GHz-Takt im Jahr 2015 ausgegangen wurde. Tatsächlich wurde aber schon 1999 ein Alpha-Prozessor vorgestellt, der ohne spezielle Kühlvorrichtung bei Zimmertemperatur mit 1 GHz Taktrate lief. In der zweiten Hälfte der 1990er Jahre waren in der TOP500-Liste der Supercomputer immer Systeme mit Alpha-Prozessoren gut vertreten. Noch im Jahr 2003 stand mit dem ASCI Q ein auf Alpha-Chips basierender Supercomputer auf Platz 2 der Liste. Cray verbaute Alpha-Chips sowohl im Modell Cray T3D (EV4) als auch im Modell Cray T3E (EV5).
Auch PCs sollten mit dem Alpha-Prozessor (21164PC) ausgestattet werden. Diese wurden vom Markt allerdings nicht angenommen; nur wenige Alpha-PCs wurden verkauft. In Deutschland fiel dabei v. a. die Computerhandelskette Vobis auf, die zweimal Alpha-PCs verkaufte:
1. Alpha DECpc AXP/150 (21064, „EV4“)[5]
2. Vobis Highscreen Alpha 5000 (21164, „EV5“)[6]

1998 wurde DEC von Compaq übernommen, und Compaq wiederum wurde 2002 von Hewlett-Packard übernommen, und damit gehört auch die Alpha-Reihe letztendlich zu HP. Aus dem DEC European Migration and Porting Center entstand die Firma Stromasys. Das Unternehmen entwickelte den Emulator Charon-AXP, durch den die alten Alpha-Server ersetzt werden können.
Marketing-Versäumnisse seitens DEC und später Compaq verhinderten eine hohe Stückzahl der Alpha-Server. Als Folge – wegen seiner geringen Verbreitung – beendeten wichtige Softwarehersteller die Unterstützung des Alpha-Prozessorsystems. Compaq stellte 1999 die Unterstützung und die Weiterentwicklung von Windows für Alpha-Systeme ein.
Daher ist die Alpha-Technik ausgelaufen bzw. wurde durch HP mit Intels Itanium zusammengeführt; die gesamte Alpha-Prozessor-Produktion wurde einschließlich der Entwicklerabteilung und vieler von DEC gehaltener Patente im Bereich der Halbleiterfertigung 1997 von Intel übernommen. Das DEC-Know-how ist dann in viele neuere Intel-Entwicklungen eingeflossen. HP, der neue Eigentümer von Compaq, hatte den Verkauf von Alpha-Servern, welche mit den Betriebssystemen Tru64 oder OpenVMS erhältlich waren, nur bis 2007 fortgeführt und angekündigt, diese bis mindestens 2012/2013 zu unterstützen.
Es war auch der einzige Prozessor, welcher sich ohne externe Bridge-Chips in direkten Toroid-Strukturen von bis zu 128 Rechnern zusammenfügen ließ (N-S-E-W-Architektur).
Der Alpha AXP diente bei Microsoft zur Entwicklung der ersten 64 Bit Version von Windows Server 2003, da der Intel Itanium noch nicht verfügbar war und eine Softwareemulation des Itanium zu langsam war. Diese 64 Bit Alpha AXP Version von Windows Server 2003 wurde nur intern bei Microsoft verwendet und wurde nie veröffentlicht.

## Benennung

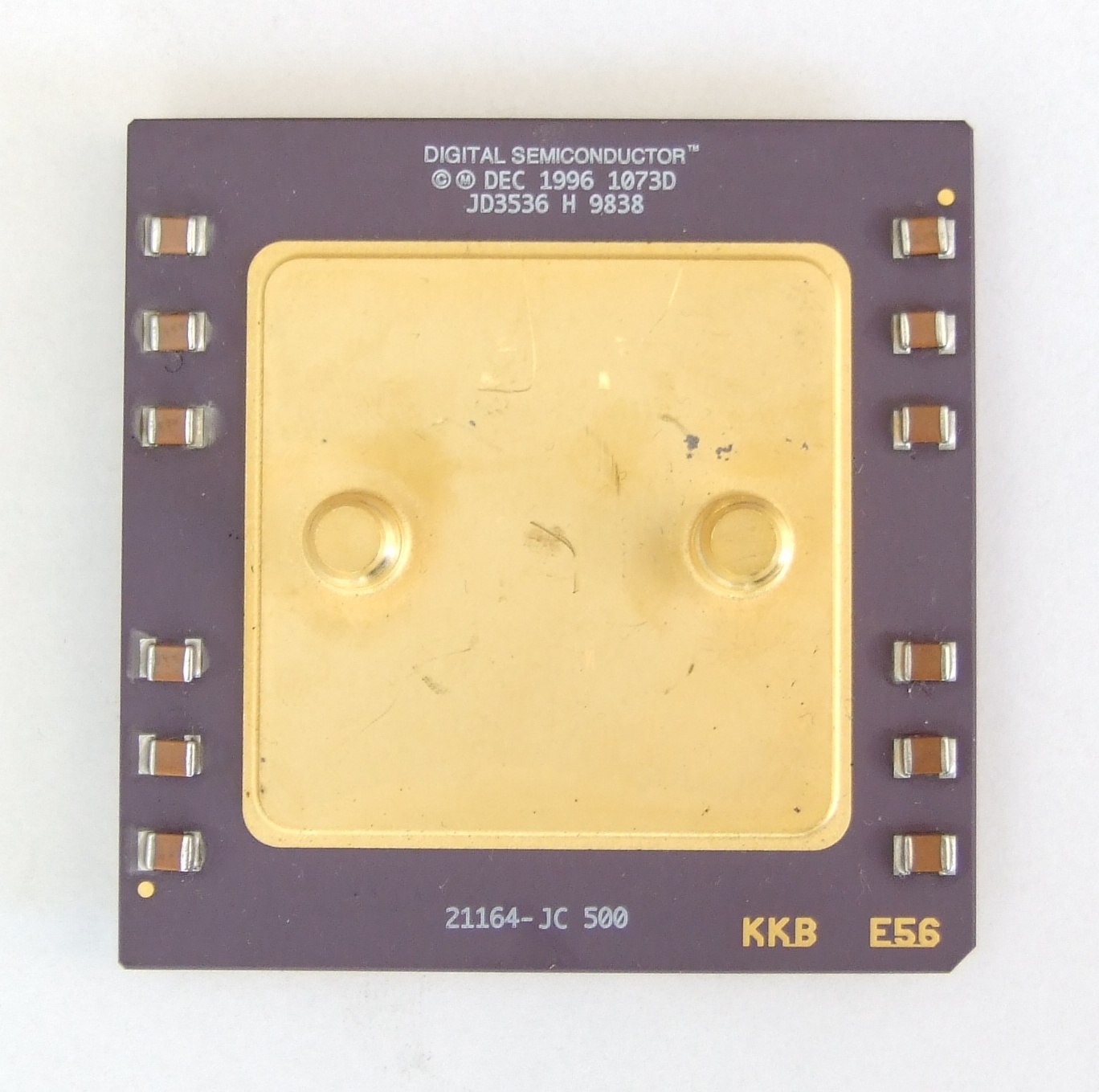
Alpha 21164 (EV56), 500 MHz

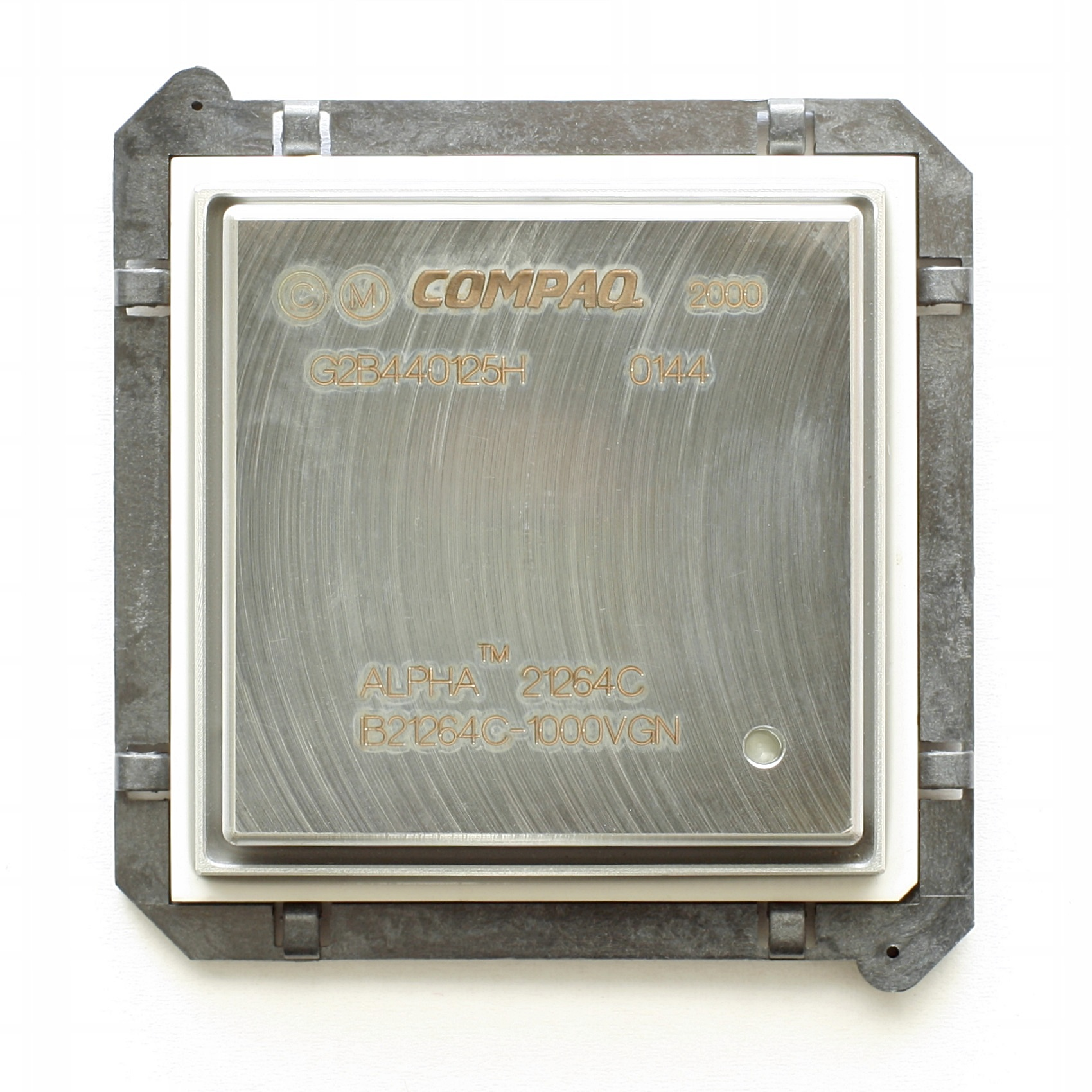
Alpha 21264C von Compaq

Die Prozessoren haben alle einen Namen nach dem Schema „21x64 EVy“. Die 21 soll für das 21. Jahrhundert stehen, die Technik sollte nach Vorstellungen der Designer auch noch bis in das 21. Jahrhundert maßgeblich sein. Das x gibt die Generation an. Es gab vier Generationen, die Nummern von 0 bis 3 erhielten. Die 64 soll auf die 64-Bit-Architektur der Alpha-Prozessoren hindeuten. „EV“ steht für „Extended VAX“. Das Alpha-CPU-Design war aber keine Weiterentwicklung der sehr populären VAX-Reihe, sondern eine Neuentwicklung. Das y unterscheidet die Prozessoren im Einzelnen.
| Generation  | Prozessor     | Jahr   | Taktfrequenzen                                | Fertigungsprozess | Transistoren  |
| ----------- | ------------- | ------ | --------------------------------------------- | ----------------- | ------------- |
| ALPHA 21064 | EV4           | 1992   | 125, 133, 150, 175, 200 und 233 MHz           | 0,75 µm           | ca. 1,7 Mio.  |
| ALPHA 21164 | EV5           | 1995   | 250, 266, 300, 333 und 366 MHz                | 0,35 µm           | ca. 9,7 Mio.  |
| ALPHA 21164 | EV56 (21164a) | 1996   | 366, 433, 466, 500, 533, 600, 633 und 667 MHz | 0,35 µm           | ca. 9,7 Mio.  |
| ALPHA 21264 | EV6           | 1998   | 450, 500, 525, 575 und 600 MHz                | 0,25 µm           | ca. 15,9 Mio. |
| ALPHA 21264 | EV67          | 1999   | 667, 733 und 750 MHz                          | 0,25 µm           | ca. 15,9 Mio. |
| ALPHA 21264 | EV68          | 2001   | 833, 1000 und 1250 MHz                        | 0,25 µm           | ca. 15,9 Mio. |
| ALPHA 21364 | EV7           | 2003   | 1150 und 1300 MHz                             | 0,18 µm           | ca. 100 Mio.  |
| ALPHA 21364 | EV79*         | (2004) | (1600 MHz)                                    | 0,18 µm           | ca. 100 Mio.  |

* geplant, wurde aber nie ausgeliefert
Der Alpha AXP 21066A mit 166 MHz oder 233 MHz war eine leistungsschwächere Version des 21064-Prozessors und hatte eine niedrigere Bus-Geschwindigkeit (er wurde u. a. im Lowcost-Computer „DEC Multia“ bzw. Universal Desktop Box, kurz UDB, verbaut).
Am 16. August 2004 kündigte HP einen EV7z mit 1300 MHz an, welches das letzte von HP produzierte Alpha-Modell war.

## Architektur

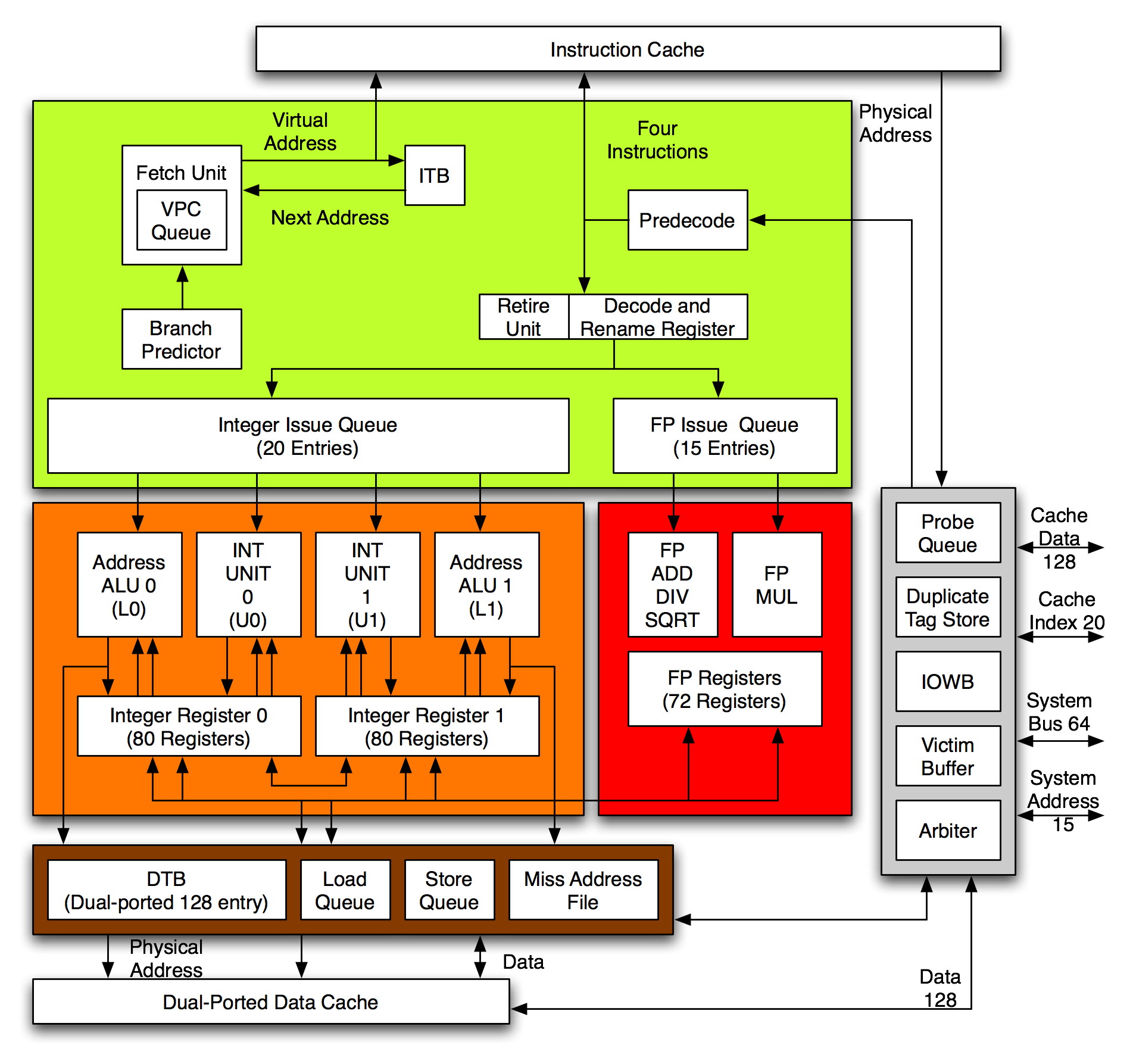
Architektur des Alpha 21264

Der Alpha-Prozessor war ein grundsätzlicher Neuentwurf, es wurde keine Kompatibilität zu bestehenden Architekturen aufgenommen. Damit war der Weg frei für ein konsequent durchgezogenes Design.
Alpha-Prozessoren sind RISC-Prozessoren. Als wesentliche Punkte der RISC-Architektur werden drei Merkmale realisiert: Alle Befehlscodes sind gleichmäßig 32 Bit breit, der Zugriff auf den Speicher erfolgt ausschließlich über Load/Store-Befehle (die außer dem Speicherzugriff auch keine weitere Funktion haben) und verschiedene Befehle sind nur dann voneinander abhängig, wenn sie auf dieselben Register oder dieselben Speicheradressen zugreifen.
Der Alpha-Prozessor ist eine echte 64-Bit-Architektur, die Nutzung von 64 Bit braucht nicht erst durch einen Modus aktiviert zu werden. Die Alphas haben jeweils 32 Integer- und Gleitkommaregister mit je 64 Bit. Alpha-Chips sind auf Arbeit in Multiprozessorsystemen ausgelegt und bieten hierfür vielfache Unterstützung. Im Befehlssatz des Prozessors sind auch Hinweise zur Optimierung der Arbeit vorgesehen, so kann man als Programmierer durch Hinweise die Sprungvorhersage und das Cache-Management unterstützen.
Zudem waren Alpha-Prozessoren von Anfang an superskalar. Die erste Generation „Alpha 21064“ konnte zwei Befehle parallel in verschiedenen Einheiten ausführen, spätere Generationen waren sogar vierfach superskalar. Die Verarbeitung erfolgt in 7-13-stufigen Pipelines, die genaue Anzahl hängt von der verarbeitenden Einheit und von der Generation des Prozessors ab.
Hervorstechendes Merkmal der Alpha-Prozessoren war die relativ hohe Taktrate; die ersten Alpha-Prozessoren liefen bereits 1992 mit 150 oder 200 MHz Takt. Intels Pentium dagegen lief bei seiner Vorstellung im Frühling 1993 nur mit 60 MHz. Mit der Generation „Alpha 21264“ wurde Out-of-order execution für den Alpha eingeführt. Dieser konnte daraufhin die Reihenfolge der letzten 80 Befehle verändern, um die Ausführung zu optimieren. Dazu waren zahlreiche Erweiterungen in der Architektur notwendig, so wurden eine große Anzahl temporärer Register eingeführt, und Registerumbenennung löst entstehende Datenkonflikte auf.

## Rechenleistung
Da Frequenzen allein nicht die Leistung eines Systems charakterisieren, werden hier zur ungefähren Leistungsbestimmung einige Benchmarkergebnisse der SPEC (SPECint95, SPECfp95) herangezogen. Nach eigenem Verständnis misst der SPEC Benchmark nicht nur die reine CPU-Leistung, sondern die Leistung eines Gesamtsystems (CPU, Ganzzahl-Operationen, Gleitkomma-Arithmetik, Bus, Speicher, Programmoptimierungen usw.). Auch ändern sich die Benchmarkbedingungen aus gutem Grund von Zeit zu Zeit, wodurch ein Ergebnis immer nur als ungefährer Leistungswert angesehen werden kann. Diese Zusammenstellung soll eine ungefähre Vorstellung davon geben, wie sich die Alpha-Architektur (64-Bit) im Vergleich zur zeitgenössischen HP-PA-RISC (64-Bit) sowie zu damaligen Intel-basierten Systemen schlägt. Das im Vergleich zu Intel bemerkenswerteste Ergebnis ist, dass Intel recht nahe an die SPECint-Leistung herankommt, aber im Bereich SPECfp weit zurückfällt. Im Vergleich zu HP ist auffällig, dass die PA-RISC Architektur etwa gleichauf liegt, jedoch erzielen die HP-CPUs ihre Leistung mit weitaus geringeren Taktfrequenzen.
| System                                  | CPU         | MHz | integer | floating point |
| --------------------------------------- | ----------- | --- | ------- | -------------- |
| AlphaServer 8400 5/350                  | 21164 (EV5) | 350 | 10.1    | 14.2           |
| Intel Alder System (200 MHz, 256 kB L2) | Pentium Pro | 200 | 8.9     | 6.75           |
| HP 9000 C160                            | PA 8000     | 160 | 10.4    | 16.3           |

| System                  | CPU         | MHz  | integer | floating point |
| ----------------------- | ----------- | ---- | ------- | -------------- |
| AlphaServer ES40 6/833  | 21264 (EV6) | 833  | 50.0    | 100.0          |
| Intel VC820 Motherboard | Pentium III | 1000 | 46.8    | 31.9           |
| HP 9000 C3600           | PA-8600     | 552  | 42.1    | 64.0           |